# آدم تشنغ
آدم تشنغ (بالصينية: 郑少秋) هو مغني وممثل صيني، ولد في 24 فبراير 1947 بهونغ كونغ في الصين.

## وصلات خارجية
- آدم تشنغ على موقع IMDb (الإنجليزية)
- آدم تشنغ على موقع ميوزك برينز (الإنجليزية)
- آدم تشنغ على موقع قاعدة بيانات الفيلم (الإنجليزية)